# Порт Циндао
Порт Циндао (кит.: 青岛, англ. Port of Qingdao) — міжнародний перевантажувальний та рефрижераторний порт. Розташований у басейні річки Хуанхе у провінції Шаньдун у східному Китаї. Ціндао вважається одним з основних портів Китаю, здійснюючи головну роль конектора між континентальною частиною країни та всім світом.

## Історія
До XVII століття порт був невеликим рибальським селом. Фортеця була побудована в 1892 році за династії Цин. Проте місто Ціндао було захоплено Німецькою імперією у 1898 році. За німців цей район став важливим регіональним портом і використовувався в економічних та військових цілях. Після того як Японія оголосила війну Німеччині в рамках англо-японського союзу (і взяла порт Ціндао), японці окупували порт Ціндао та його околиці під час облоги Ціндау та утримували його до 1922 року. У 1922 порт Циндао повернувся під управління Китаю. В 1984 порт був відкритий для іноземних інвесторів разом з 13 іншими портами, і після багатьох років застою почався новий підйом для порту і міста.
У 2011 році порт Циндао разом із трьома іншими китайськими портами в провінції Шаньдун на сході Китаю підписав стратегічний альянс із найбільшим портом Республіки Корея. Альянс сформований разом портами Циндао, Яньтай, Жичжао, Вейхай і портом Пусан і націлений на створення спільного центру судноплавства і логістики у Північно-Східної Азії.
Порт є частиною морського шовкового шляху 21-го століття, який проходить від китайського узбережжя до Сінгапуру, до південного краю Індії до Момбаси, звідти через Червоне море через Суецький канал до Середземного моря, звідти до регіону Верхньої Адріатики до північного італійського центру Трієст з його зв'язками з Центральною Європою та Північним морем.
З 2015 року у порту працює повністю автоматизований термінал. Перша у світі підвісна монорейкова дорога була побудована в порту Ціндао з 2020 року, яка може транспортувати повністю завантажені 20-футові та 40-футові контейнери, і перша фаза якої буде введена в експлуатацію у 2021 році.

## Про порт
Порт Циндао складається з чотирьох районів — району порту Даганг, району порту Цяньвань, району нафтового порту Хуандун (для нафтових танкерів) та району порту Дунцзякоу, що за 40 км на південь від міста Ціндао.
Крім контейнерного термінала Циндао Цяньвань та міжнародного контейнерного термінала Циндао Коспорт, які розташовані у різних районах у Ціндао також є великий термінал для перевалки залізняку.